# Błotnica (powiat ząbkowicki)
Błotnica (niem. Plottnitz) – wieś w Polsce położona w województwie dolnośląskim, w powiecie ząbkowickim, w gminie Złoty Stok.
| SIMC       | Nazwa            | Rodzaj    |
| ---------- | ---------------- | --------- |
| nie nadano | Błotnica Górna   | część wsi |
| nie nadano | Kolonia Błotnica | kolonia   |

W latach 1975–1998 miejscowość należała administracyjnie do województwa wałbrzyskiego.

## Opis
Obszar obrębu geodezyjnego przydzielony do wsi obejmuje znaczny obszar, w większości porośnięty lasem, leży on we wschodniej części gminy Złoty Stok, od wschodu graniczy z gminą Paczków, rozciąga się między Zbiornikiem Topola na północy i granicą państwa na południu.
Główna część zabudowy położona jest w północnej części obrębu geodezyjnego, na południe od niego położona jest kolonia o niestandaryzowanej nazwie Kolonia Błotnica, a zabudowania położone przy drodze krajowej DK46 – Błotnicą Górną. Oprócz tych skupisk w miejscowości jest kilka gospodarstw oddalonych od nich.
W Błotnicy zachowało się kilka starych budynków, jednak żaden z nich nie jest wpisany do rejestru zabytków. Na północ od Błotnicy znajdują się resztki średniowiecznego grodziska, w którym rośnie 11 dębów - pomniki przyrody. W Błotnicy i w Kolonii Błotnicy w centrum są XIX-wieczne kapliczki.
Przez zachodnią część obszaru przepływa potok Trująca, będący prawym dopływem Nysy Kłodzkiej. Przez wschodnią część obszaru i wieś płynie potok Pusta, będący dopływem Trującej. W odległości około 1 km na północ i północny wschód od wsi znajdują się dwa zbiorniki retencyjne na Nysie Kłodzkiej: zbiornik Topola oraz zbiornik Kozielno, które tworzą Zalew Paczkowski.
Znaczna część miejscowości usytuowana jest wśród lasów i z dala od głównych dróg, łącząc się tylko z sąsiednimi miejscowościami, tylko przez Błotnicę Górną przebiega droga krajowa nr 46.
Do siedziby gminy - Złotego Stoku jest nieco ponad 5 km, do miasta powiatowego jakim są Ząbkowice Śląskie - około 18.

## Toponimia
Nazwa wsi Blothnicza wywodzi od starosłowiańskiego słowa błoto, zmienionego później na Blotnitz. W dokumencie z 1369 roku używano nazwy Plotenicz, a w języku potocznym Ploms. Na słowiańską nazwę wskazuje też nazwa podmokłych pól rozciągających się między Kolonią Błotnicą a Mąkolnem. Pola te na starych mapach noszą nazwę Mokrade. Niemiecki nauczyciel Heinrich Adamy swoim dziele o nazwach miejscowości na Śląsku wydanym w 1888 roku we Wrocławiu wymienia nazwę Plottniz i słowiańską Plotenicz. Nazwa oznaczać ma położenie wsi w obszarze bagien i lasów (Waldsumps).

## Historia
Założenie i początki wsi są słabo znane. Przypisuje się je działalności osadniczej klasztorowi cystersów w Kamieńcu Ząbkowickim choć własnością klasztoru była dopiero od XVI wieku. W 1293 r. wymieniony jest Nicolao Bezeta villico de Blotnitz (Mikołaj Bezeta chłop z Błotnicy). W tym samym okresie, prawdopodobnie w 1295 r. na obrzeżach osady powstało grodzisko, prawdopodobnie na polecenie Bolka I Jaworskiego.  W średniowieczu wieś była znana z rozległych stawów i hodowli ryb. W 1507 roku Kamieniecki zakon cystersów kupił Błotnicę od grafa von Pfeil z Ellgut (za 430 guldenów). Z czasem wieś podzieliła się na Błotnicą Górną i Dolną. Oba położone są wśród bagien, otoczone bujnym starodrzewem lasów iglastych i liściastych. Błotnicę Górną zakon kupił w 1725 roku, kiedy opatem był Gerhard Woyewoda. Po sekularyzacji zakonu cystersów w 1810 roku, jego majątki stały się własnością króla Prus.
Na terenie wsi zachowały się groble po stawów rybnych. Były one zalewane wypływającym ze Złotego Stoku potokiem Trująca, który przepływając przez Błotnicę łączył się ze Strumykiem Wrzosowym (teraz Pusta) i spływał wówczas naturalnym korytem do Nysy Kłodzkiej. U zbiegu tych strumieni w Błotnicy stał młyn wodny.

### Manufaktura porcelany
W 1828 roku Daniel Seger ze Złotego Stoku buduje w Błotnicy jedną z najstarszych manufaktur porcelany na Dolny Śląsku. Wytwarza się w niej wyroby z porcelany i kamionki do użytku gospodarczego. W 1835 roku manufakturę kupuje Joseph Hasak również ze Złotego Stoku. Rozszerza on asortyment produkcji o galanterię porcelanową. Produkuje się tu, w dziesiątkach tysięcy, cybuchy porcelanowe do modnych wówczas długich fajek, zdobione kolorowymi ornamentami i scenkami rodzajowymi. Od 1855 roku właścicielem manufaktury zostaje Max Blanke, który dalej ją rozwija, zwiększając zatrudnienie do 125 pracowników. Przyjmuje ona w tym okresie nazwę "Jacht & Co". Adres fabryki podawano jako Błotnica leżąca między Paczkowem a Złotym Stokiem. W rzeczywistości leżała ona na granicy gruntów Błotnicy i Złotego Stoku. Była to, jak na owe czasy, duża fabryka z kompleksem hal, w których znajdowały się: młyny, mieszalniki, prasy formierskie i piece do wypalania porcelany. Z końcem wieku przyjmuje nazwę: "Złotostocka Manufaktura Porcelany" w Błotnicy-Złotym Stoku. (Reichensteiner Porcelan Manufaktur in Plottnitz-Reichenstein in Schl.). Fabrykę zwiedziła, przebywająca w owym czasie w Złotym Stoku, Marianna Orańska. Zwróciła ona uwagę na ucznia którego przyjął do pracy malarz porcelany Jokel. Był to wyróżniający się talentem i osobowością Józef Schwarzer. Królewna, miłośniczka i kolekcjonerka sztuki, na własny koszt wysłała go do Akademii Sztuk Pięknych w Monachium. Po ukończeniu której, już jako znany malarz osiadł w Rzymie.
Pod koniec stulecia manufaktura popada w tarapaty finansowe. Uruchomienie fabryk papierosów kończy epokę fajek porcelanowych. Wiosną 1893 roku w prasie ukazuje się ogłoszenie: Znana i renomowana fabryka Porcelany w Błotnicy – Złotym Stoku 8 czerwca o 9. zostanie przymusowo zlicytowana. Błotnica k. Złotego Stoku położona jest w pięknych stronach Górnego (?) Śląska w pobliżu uzdrowiska Lądek Zdrój, w najbliższym czasie otrzyma połączenie z Kamieńcem. Stacja kolei wąskotorowej ma być w pobliżu zakładów. Budynki, maszyny i formy znajdują się w dobrym stanie. Pracownicy okoliczni nadzwyczaj odpowiedzialni a zarobki są niskie. Surowce i materiały do produkcji oraz węgiel znajdują się blisko. Kontynuowana dotychczas produkcja pozwoli utrzymać klientów do momentu sprzedaży zakładu. Manufakturę kupił w 1897 roku właściciel kopalni i huty arsenu, Hermann Güttler. Zmienił on jej profil, uruchamiając wpierw produkcję materiałów szamotowych i retort ceramicznych, a później farb opartych na czerwieni żelazowej (otrzymywanej z mielonych wypałków arsenowych) oraz farb wapiennych i ceramicznych. W roku 1923 fabryka wyprodukowała 3000 ton tych farb. Produkcja ich była kontynuowana przez Niemców aż do 1945 roku. W pierwszych latach po wojnie kontynuowano, w tym obiekcie produkcję farb suchych, a w następnych uruchomiono produkcję pigmentów nieorganicznych. Hale Manufaktury Porcelany służyły, jako Oddział Pigmentów Zakładów Tworzyw i Farb w Złotym Stoku, prawie w nie zmienionym kształcie, do 2003 roku, kiedy to przeznaczono je do rozebrania. O złotostocko-błotnickiej manufakturze wspomina się zawsze w opracowaniach na temat historii śląskiej porcelany. Niestety niewiele eksponatów zachowało się do naszych czasów nawet w muzeach.

### Królewna Marianna Orańska
Królewna Marianna Orańska (1810-1883) pochodziła z królewskiego rodu Oranje-Nassau, który do dziś panuje w Holandii. Poślubiła królewicza Albrechta von Hohenzollerna, syna króla Prus Fryderyka Wilhelma III. Po śmierci matki Wilhelminy w 1838 r. odziedziczyła dobra kamienieckie w tym m.in. leśnictwa Chwalisławia, Lasek, Mąkolna i Błotnicy.

## Turystyka i rekreacja
Przez Błotnicę przebiega Główny Szlak Sudecki, międzynarodowa trasa rowerowa EuroVelo nr 9, oraz lokalna trasa rowerowa tzw. "Pętla Błotnicka".